# Jakub lhář (film, 1975)
Jakub lhář, německy Jakob, der Lügner, byl východoněmecko-československý film natočený v roce 1974. Film je adaptací stejnojmenné knihy Jurka Beckera, jež byla inspirována osudy jeho otce. Becker napsal i scénář. Režii měl Frank Beyer. Odehrává se za druhé světové války, v prostředí koncentračního tábora. Hlavní hrdina Jakub Heym, kterého ztvárnil český herec Vlastimil Brodský, si začne vymýšlet optimistické zprávy, které údajně slyšel v tajně vlastněném rádiu, aby potěšil své spoluvězně.

## Děj
Příběh se odehrává za druhé světové války v jednom z polských židovských ghett. Hlavním hrdinou je Jakob Heym, drobný muž s ustaranou tváří a zdánlivě ustrašeným pohledem. Obyvatelé ghetta čelí každodennímu utrpení – těžké dřině, hladovění, kruté zvůli a ponižování ze strany nacistů.
Jednoho večera se Jakob zdržel venku po setmění, což bylo v ghettu zakázáno. Strážní světlomet ho přišpendlil k chodníku a Jakob byl odveden na policejní stanici. Tam se mu naskytla nečekaná příležitost – zaslechl v rozhlase zprávu o nezadržitelném postupu sovětských vojsk. Tato informace Jakobovi vnukla odvážnou myšlenku. Rozhodl se předstírat, že vlastní tajně ukryté rádio, skrze které se pravidelně dozvídá o blížícím se konci války. Ve skutečnosti si však všechny zprávy vymýšlel. Jakob si uvědomoval, že jeho čin je extrémně nebezpečný, ale věděl také, že naděje je to jediné, co může udržet lidi v ghettu při životě. Jakob začal šířit své vymyšlené zprávy mezi ostatní obyvatele ghetta. Mezi jeho posluchače patřil mladý Míša, jehož rodiče byli nedávno odvlečeni do transportu, Herschel, kterému nacisté zastřelili ženu, a Kowalski, majitel holičství, kam Jakob před válkou chodíval. Zprávy o blížící se svobodě se rychle šířily od úst k ústům a přinášely lidem tolik potřebné povzbuzení.
Přestože se Jakob občas hroutil pod tíhou strachu z odhalení, dychtivé tváře ostatních mu nedovolily přestat. Každý den musel vymýšlet nové a nové "čerstvé zprávy" o postupu Rudé armády. Jeho lži se staly pro obyvatele ghetta jediným zdrojem naděje v lepší budoucnost. Jakobova role "lháře" nebyla snadná. Musel čelit nejen strachu z odhalení, ale i vlastnímu svědomí. Uvědomoval si, že klame lidi kolem sebe, ale zároveň věděl, že bez této naděje by mnozí z nich ztratili vůli k životu. Jeho lži tak paradoxně zachraňovaly životy. Příběh graduje, když jsou obyvatelé ghetta nakonec nahnáni do transportních vagonů. I v této beznadějné situaci Jakob neustává ve své roli. V jednom z vagonů vypráví malé Lindě pohádku, kterou údajně "našel" v programu jedné ze stanic svého neexistujícího rádia.

## Ocenění
Vlastimil Brodský za hlavní roli získal Stříbrného medvěda na Mezinárodním filmovém festivalu v Berlíně roku 1975. Snímek byl nominovaný na Oscara v kategorii nejlepší neanglicky mluvený film pro rok 1976 (do oscarového klání ho poslala NDR).